# Alexander Cudmore
Alexander Cudmore, né le 10 février 1888 à Saint-Louis et mort le 18 décembre 1944  dans la même ville, est un joueur de soccer américain.

## Biographie
Avec le Christian Brothers College High School (en), il participe au tournoi olympique de football de 1904, l'équipe remportant la médaille d'argent.
Après avoir exercé en tant qu'attaquant pour le Christian Brothers College, Cudmore oriente sa carrière vers l'artisanat en tant que charpentier au sein de l'entreprise familiale, la Cudmore Constructions Co. Par la suite, durant la Première Guerre mondiale, il sert au sein du 6th Missouri Infantry, Company K, en Europe, de juillet 1918 à mars 1919.